# Coenotephria jurassica
Coenotephria jurassica är en fjärilsart som beskrevs av V och Mr 1913. Coenotephria jurassica ingår i släktet Coenotephria och familjen mätare. Inga underarter finns listade i Catalogue of Life.